# Иванов, Сергей Андреевич (Герой Советского Союза)
Сергей Андреевич Иванов (1922—1989) — подполковник Советской Армии, участник Великой Отечественной войны, Герой Советского Союза (1945).

## Биография
Сергей Иванов родился 7 октября 1922 года в Астрахани в семье рабочего Андрея Семёновича Иванова. Русский. Окончил школу-десятилетку в Советском посёлке в 1939 году. В ноябре того же года был призван на службу в Рабоче-крестьянскую Красную Армию. В 1941 году он окончил Роганскую военную авиационную школу пилотов. Служил инструктором в 8-й военной авиационной школе пилотов. С 10 октября 1941 года — на фронтах Великой Отечественной войны.
К апрелю 1945 года гвардии лейтенант Сергей Иванов командовал звеном 74-го гвардейского штурмового авиаполка 1-й гвардейской штурмовой авиадивизии 1-й воздушной армии 3-го Белорусского фронта. К тому времени он совершил 406 боевых вылетов на штурмовку и бомбардировку объектов, скоплений боевой техники и живой силы противника.
Указом Президиума Верховного Совета СССР от 29 июня 1945 года гвардии лейтенант Сергей Иванов был удостоен высокого звания Героя Советского Союза с вручением ордена Ленина и медали «Золотая Звезда».
После окончания войны Иванов продолжил службу в Советской Армии. В 1949 году он окончил Краснодарскую высшую офицерскую авиационную школу штурманов, в 1955 году — Центральные лётно-тактические курсы усовершенствования офицерского состава. В 1958 году в звании подполковника он был уволен в запас. Жил в Ульяновске, работал в Ульяновской школе высшей лётной подготовки пилотов Гражданского воздушного флота (ныне Ульяновский институт гражданской авиации). С 1984 по апрель 1988 года — в Ульяновском объединенном авиаотряде.
Скончался 30 января 1989 года, похоронен на Ишеевском кладбище Ульяновска.

## Награды
Был также награждён тремя орденами Красного Знамени, орденом Богдана Хмельницкого 3-й степени, двумя орденами Отечественной войны 1-й степени, двумя орденами Красной Звезды, рядом медалей.

## Память
- 8 мая 2011 года состоялось открытие памятника Героям Советского Союза — работникам училища, участникам Великой Отечественной войны, на одном из которых установлен барельеф Иванову С. А.[3]